# Pico (Vila Verde)
Pico oder Pico S. Cristóvão ist eine Gemeinde im Norden Portugals.
Pico gehört zum Kreis Vila Verde im Distrikt Braga, besitzt eine Fläche von 2,8 km² und hat 516 Einwohner (Stand 19. April 2021).